# Walker Buehler
Walker Anthony Buehler, född den 28 juli 1994 i Lexington i Kentucky, är en amerikansk professionell basebollspelare som spelar för Los Angeles Dodgers i Major League Baseball (MLB). Buehler är högerhänt pitcher.
Buehler draftades av Dodgers 2015 som 24:e spelare totalt och gjorde sin MLB-debut den 7 september 2017. Han har vunnit World Series en gång (2020) och har tagits ut till två all star-matcher (2019 och 2021).